# Neuses bei Windsbach

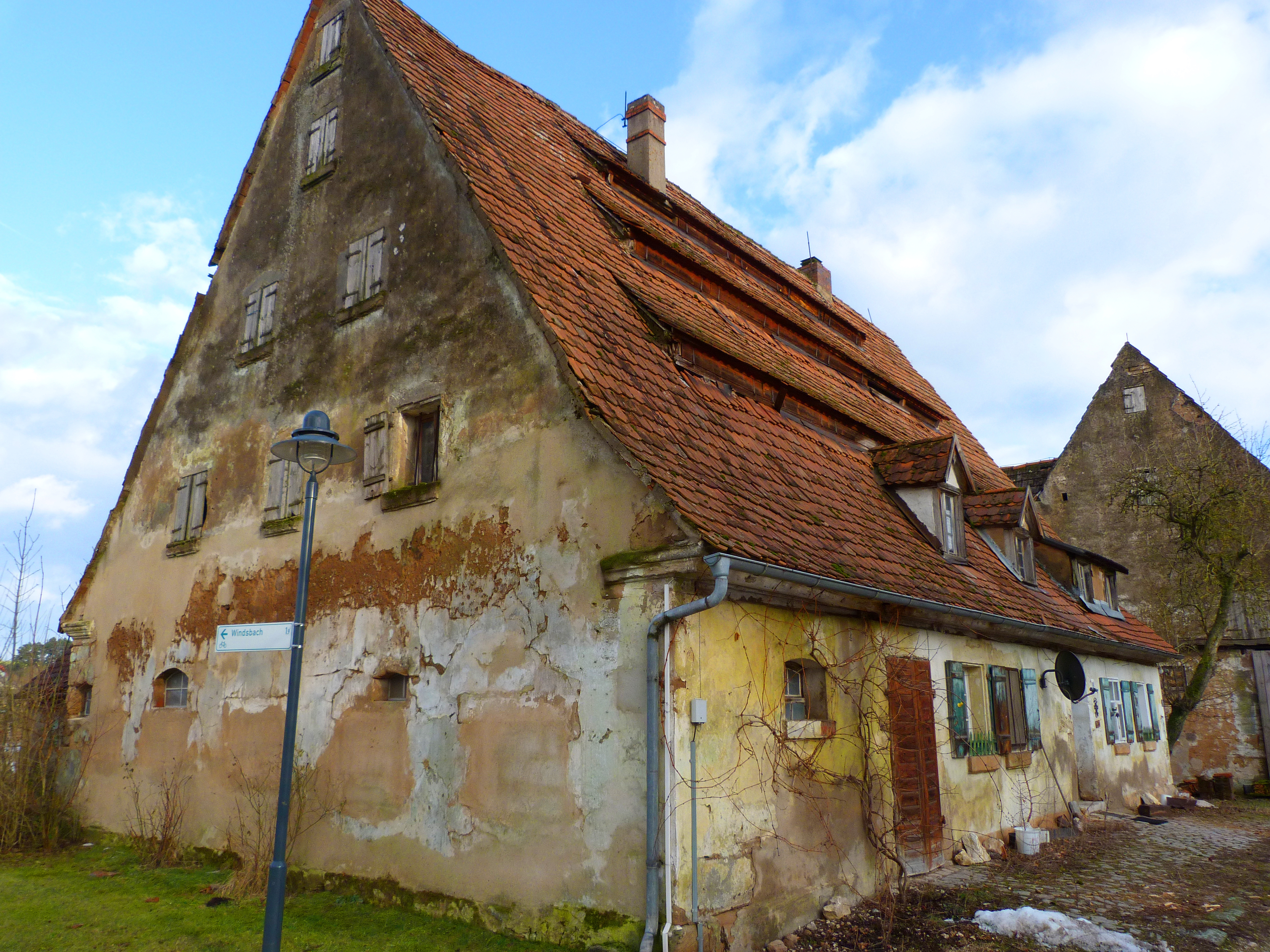
Altes Haus

Neuses bei Windsbach (fränkisch: Naises) ist ein Gemeindeteil der Stadt Windsbach im Landkreis Ansbach (Mittelfranken, Bayern). Neuses liegt in der Gemarkung Wernsbach.

## Geografie
Das Dorf liegt an der Fränkischen Rezat. Im Südwesten liegt das Wolfsgrundtal. Die dem Ort nächstgelegenen Fluren lauten Keilfeld, Hohe Straße, Luderbuck, Wolfsgründle, Kuhtrieb, Hirtenbuck und Hasenbuck. Die Staatsstraße 2223 führt nach Windsbach (1,6 km südöstlich) bzw. nach Bechhofen (1,2 km nordwestlich). Gemeindeverbindungsstraßen führen nach Wernsbach (1 km nördlich), nach Windsbach (1,7 km südöstlich) und über die Hopfenmühle nach Sauernheim (3 km westlich).

## Geschichte
Bei Neuses wurden Scherben aus der Urnenfelderzeit gefunden.
1132 wurde ein „Chunrat de Niusaze“ erwähnt, womit erstmals auch der Ort bezeugt wird. Der Ortsname bedeutet neuer Wohnsitz. Das Kloster Heilsbronn erwarb dort nach und nach fünf Anwesen.
Im 16-Punkte-Bericht des Oberamts Windsbach aus dem Jahr 1608 wurden für Neuses 10 Mannschaften verzeichnet: 2 Güter gehörten dem Rat zu Windsbach, 3 Höfe und 2 Güter dem Klosterverwalteramt Heilsbronn, 1 Hof dem eichstättischen Kastenamt Abenberg, 1 Gut Rieter von Kornburg und 1 Mühle und 2 Höfe der Reichsstadt Nürnberg. Außerdem gab es ein Gemeindehirtenhaus. Das Hochgericht übte das brandenburg-ansbachische Kasten- und Stadtvogteiamt Windsbach aus. Im 16-Punkte-Bericht des Klosteramts Heilsbronn, ebenfalls aus dem Jahr 1608, wurden nur 4 Heilsbronner Anwesen angegeben (3 Höfe und 1 Köblergut).
Der letzte Wolf in der Gegend wurde 1686 in Neuses getötet. Er wollte gerade einen Hahn anspringen und fiel dabei in einen schlecht abgedeckten Brunnen. Der „Neusemer Wolf“ taucht auch im Wappen der ehemaligen Gemeinde Wernsbach auf, zu der Neuses gehörte.
In der Amtsbeschreibung des Pflegamtes Lichtenau aus dem Jahr 1748 wurden für den Ort 13 Untertansfamilien angegeben, wovon 2 der Hauptmannschaft Immeldorf des Pflegamtes unterstanden und die übrigen anderen Grundherren.
Gegen Ende des 18. Jahrhunderts gab es in Neuses 12 Anwesen und ein Gemeindehirtenhaus. Das Hochgericht und die Dorf- und Gemeindeherrschaft übte das brandenburg-ansbachische Kasten- und Stadtvogteiamt Windsbach aus. Grundherren waren das Fürstentum Ansbach (Kastenamt Windsbach: 1 Gut, 1 Wirtshaus; Klosterverwalteramt Heilsbronn: 1 Hof, 2 Höflein, 1 Gut), die Reichsstadt Nürnberg (St.-Klara-Klosteramt: 1 Mühlgut, Spital- und Katharinenklosteramt: 1 Hof), das Hochstift Eichstätt (Kastenamt Abenberg: 1 Gut; Kastenamt Spalt: 1 Gut) und die Rieter’sche Stiftungsverwaltung Kornburg (1 Gut). Es gab zu dieser Zeit 13 Untertansfamilien, von denen 8 ansbachisch waren. Von 1797 bis 1808 unterstand der Ort dem Justiz- und Kammeramt Windsbach.
Im Rahmen des Gemeindeedikts wurde Neuses dem 1808 gebildeten Steuerdistrikt Immeldorf und der 1810 gegründeten Ruralgemeinde Immeldorf zugeordnet. Mit dem Zweiten Gemeindeedikt (1818) wurde Neuses in die neu gebildete Ruralgemeinde Wernsbach umgemeindet. Am 1. Januar 1972 wurde Neuses im Zuge der Gebietsreform in Bayern nach Windsbach eingemeindet.

### Baudenkmal
- Haus Nr. 40: Wohnstallhaus mit eingeschossigem Satteldachbau und Fachwerkgiebel aus dem 18. Jahrhundert; der Quergiebel wurde 1815 ausgebaut.[18]

### Einwohnerentwicklung
| Jahr      | 001818 | 001840 | 001861 | 001871 | 001885 | 001900 | 001925 | 001950 | 001961 | 001970 | 001987 |
| Einwohner | 90     | 94     | 116    | 105    | 112    | 116    | 117    | 206    | 152    | 142    | 120    |
| Häuser    | 16     | 18     |        |        | 22     | 22     | 21     | 31     | 30     |        | 33     |
| Quelle    | [ 20 ] | [ 21 ] | [ 22 ] | [ 23 ] | [ 24 ] | [ 25 ] | [ 26 ] | [ 27 ] | [ 28 ] | [ 29 ] | [ 1 ]  |

## Religion
Die Einwohner waren ursprünglich nach St. Maria (Großhaslach) gepfarrt, von 1473 bis 1545 nach St. Kunigund (Reuth), von 1545 bis 1603 nach St. Michael (Weißenbronn). Seit 1603 sind die Einwohner evangelisch-lutherischer Konfession nach St. Margareta (Windsbach) gepfarrt. Die Einwohner römisch-katholischer Konfession sind nach St. Bonifatius (Windsbach) gepfarrt.

## Bilder

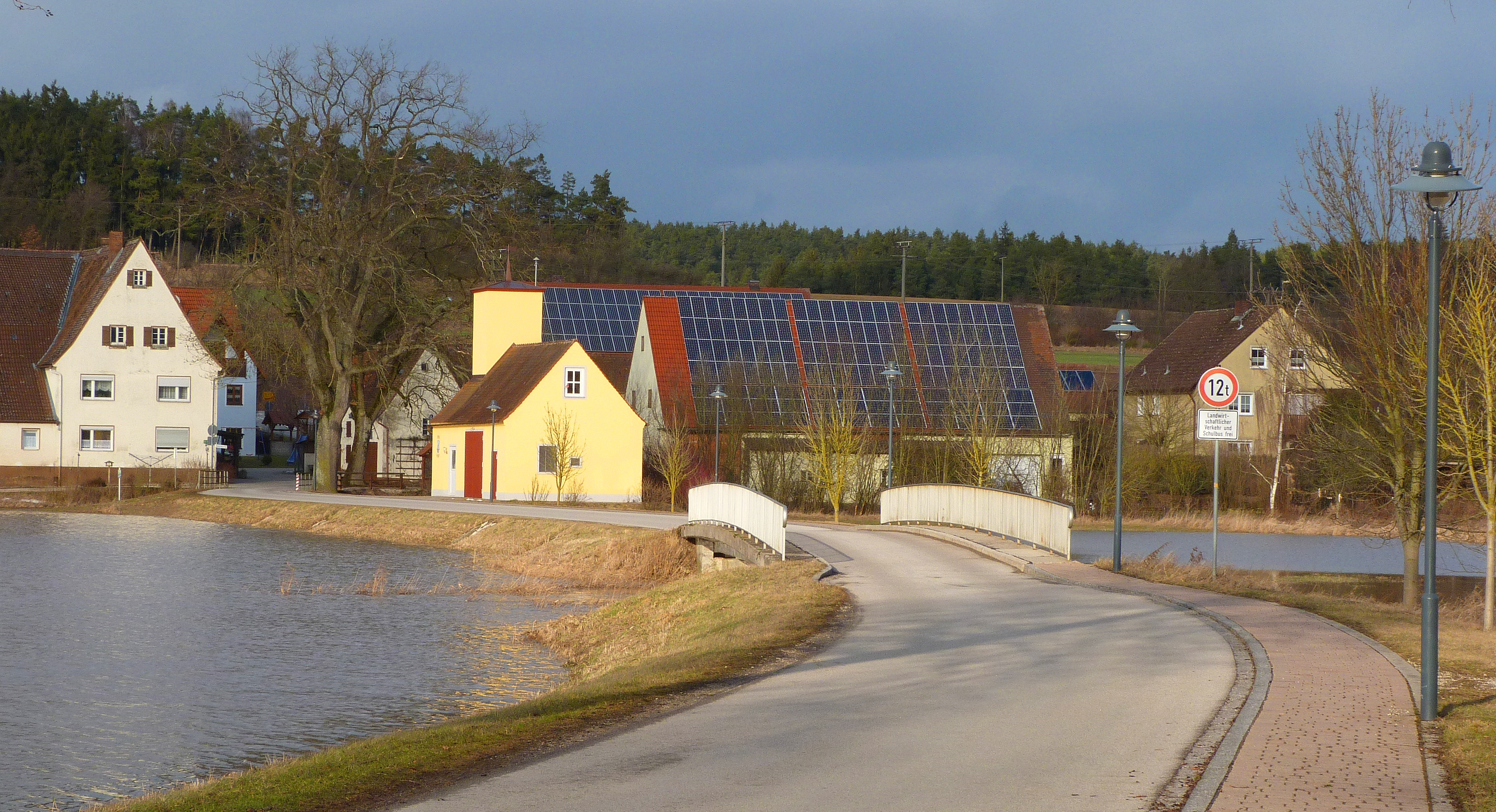
Ortsmitte
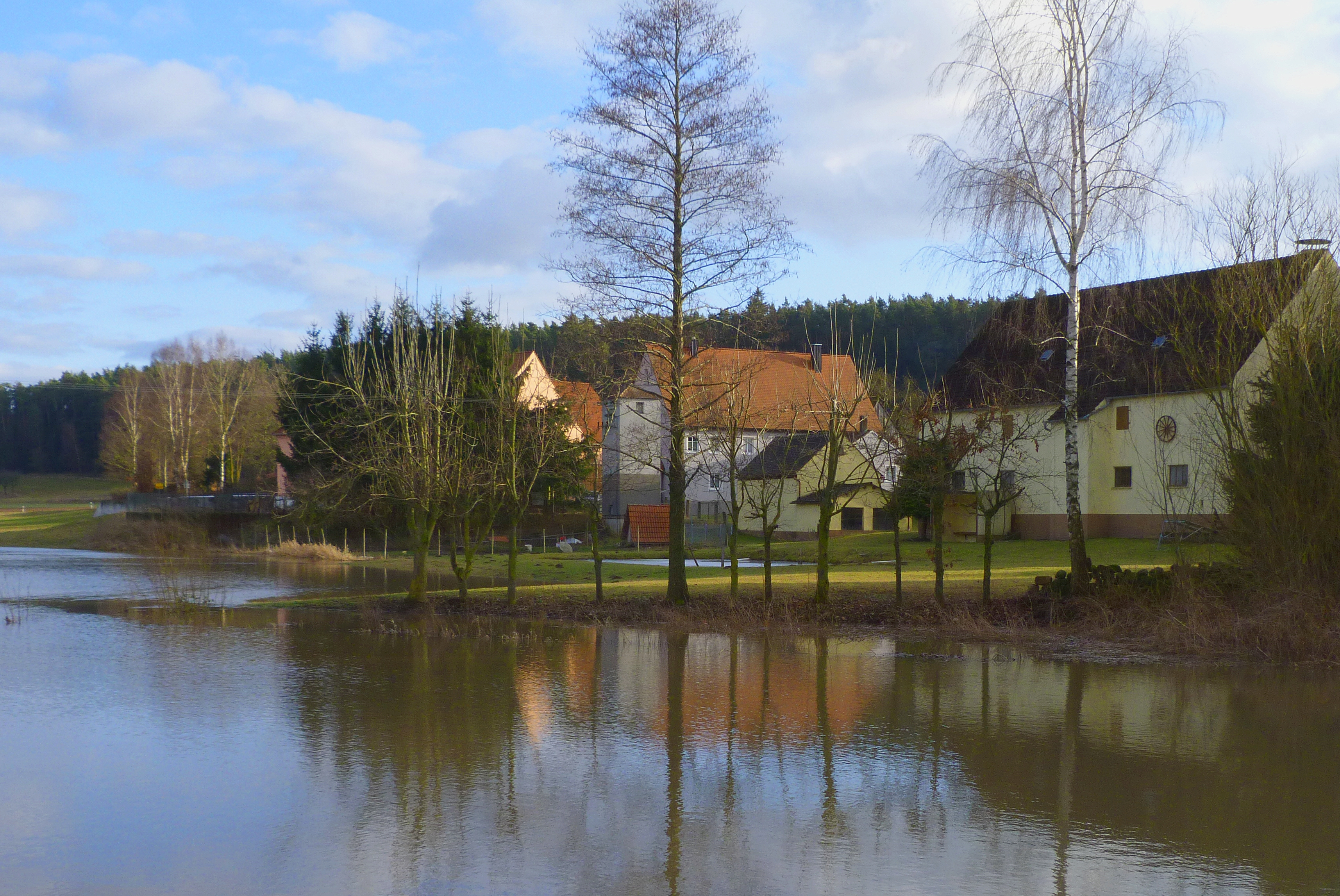
Bei leichtem Hochwasser
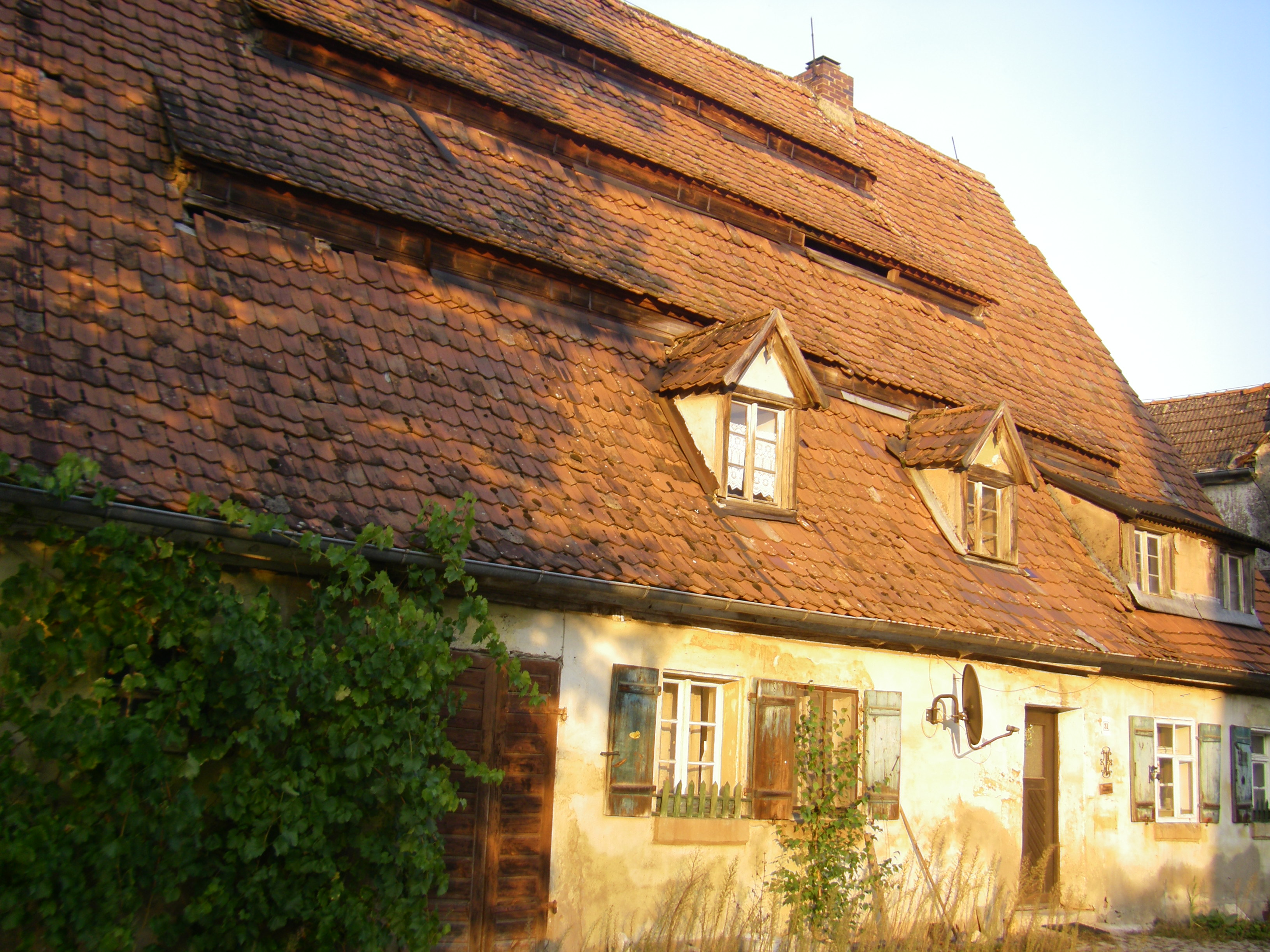
Altes Haus
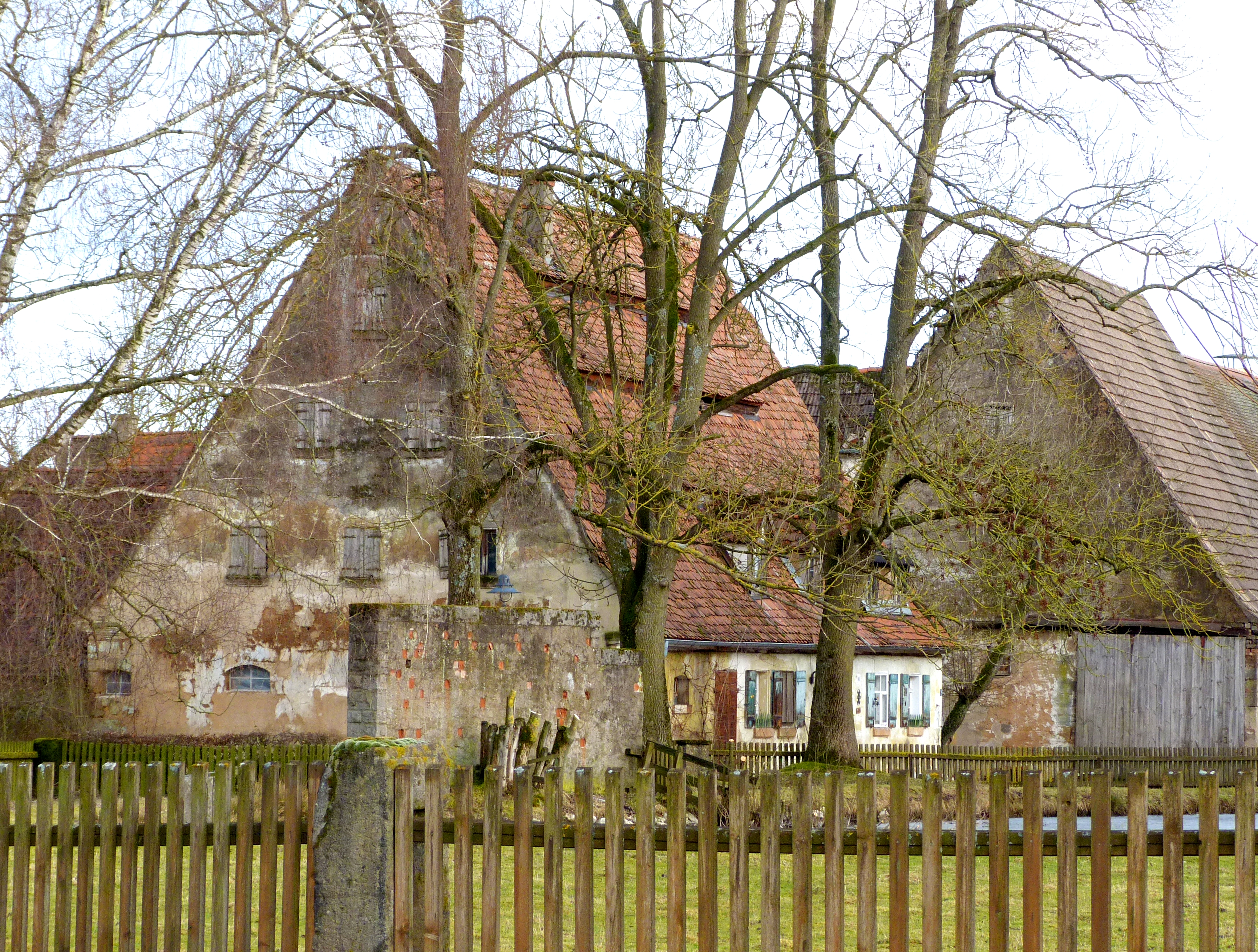
Im Ort
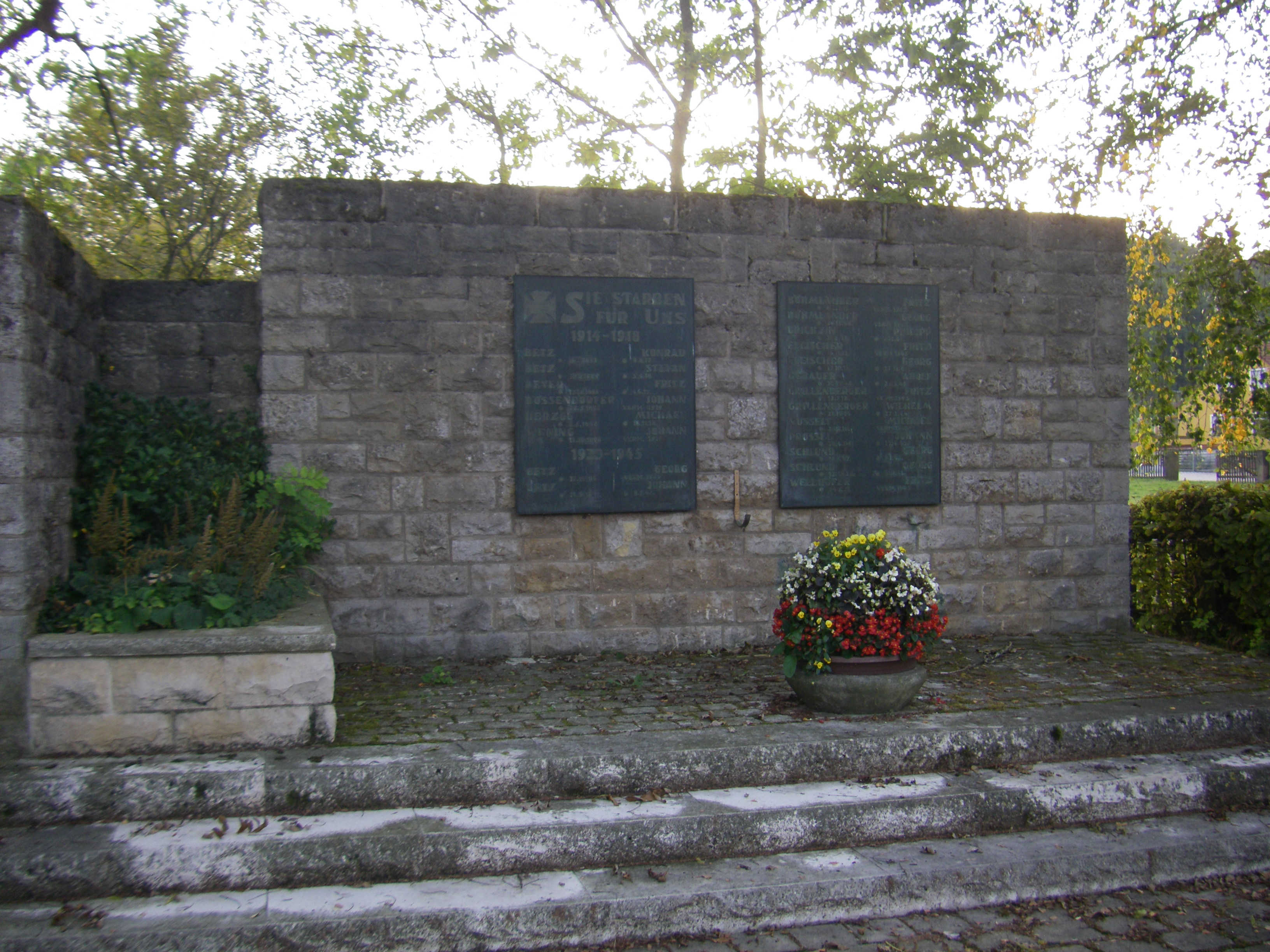
Kriegerdenkmal